# Botucatu (tiểu vùng)
Botucatu là một tiểu vùng thuộc bang São Paulo, Brasil. Tiều vùng này có diện tích 4382 km², dân số năm 2007 là 180036 người.